# Eleccions legislatives de São Tomé i Príncipe de 1994
Les Eleccions legislatives de São Tomé i Príncipe de 1994 van tenir lloc el 2 d'octubre de 1994. El resultat va ser una victòria per a l'oposició, representada pel Moviment per l'Alliberament de São Tomé i Príncipe/Partit Socialdemòcrata, que va obtenir 27 dels 55 escons a l'Assemblea Nacional. La participació fou només del 52.1%.

## Antecedents
A principis de 1994 les relacions entre els govern i la presidència començaren a deteriorar-se. A l'abril Trovoada manifestà que es deslligava de la política del govern. Al juny va augmentar de la tensió política quan el PCD-GR acusà Trovoada d'obstrucció sistemàtica del programa de govern. El mateix mes l'oposició va presentar una petició al president per dissoldre el govern i nomenat auditors de comptes estrangers per investigar la gestió dels fons públics durant el seu mandat.
El 2 juliol 1994 Trovoada va dissoldre el govern del primer ministre Norberto d'Alva Costa Alegre al·legant-ne com a justificació "conflicte institucional". D'altra banda, el president acusà al partit governant d'ignorar el veto presidencial i d'intentar substituir el sistema semipresidencialista per un règim parlamentari sense poders executius per al cap d'estat. El 4 de juliol Trovoada nomenà Evaristo do Espirito Santo Carvalho (ministre de Defensa i seguretat de l'administració sortint) com a primer ministre. El PCD-GR, qui va refusar participar en el nou govern, va expulsar Carvalho del partit. El 9 de juliol va assumir el càrrec una administració provisional, formada per 8 ministres. L'endemà, en un intent de resoldre la crisi política, Trovoada va dissoldre l'Assemblea Nacional i anuncià la celebració d'eleccions legislatives el 2 d'octubre.

## Resultats
| Partit                                                                    | Vots   | %     | Escons | +/- |
| ------------------------------------------------------------------------- | ------ | ----- | ------ | --- |
| Moviment per l'Alliberament de São Tomé i Príncipe/Partit Socialdemòcrata | 10,782 | 42.53 | 27     | +6  |
| Acció Democràtica Independent                                             | 6,660  | 26.27 | 14     | Nou |
| Partit de Convergència Democràtica - Grup de Reflexió                     | 6,235  | 24.59 | 14     | -19 |
| Coalició Democràtica de l'Oposició                                        | 1,152  | 4.5   | 0      | -1  |
| Aliança Popular                                                           | 342    | 1.4   | 0      | New |
| Front Democràtic Cristià                                                  | 181    | 0.7   | 0      | 0   |
| Nuls/blancs                                                               | 3,748  | -     | -      | -   |
| Total                                                                     | 29,100 | 100   | 55     | 0   |
| Font: Nohlen et al.                                                       |        |       |        |     |